# Danh sách chương trình Asia thập niên 1990
Dưới đây là danh sách và thông tin về các chương trình Asia được sản xuất và phát hành lần đầu trong thập niên 1990. Trong thập niên này Asia sản xuất tổng cộng 31 chương trình ca nhạc thu băng, từ Asia 1 (Tình yêu tuổi trẻ) đến Asia 31. Thời gian này các chương trình của Asia chủ yếu là quay trong phim trường.

## 1999

### Asia 27
Asia 27 chủ đề Chào Mừng Năm 2000: Year of the Dragon, thu hình và phát hành năm 1999. MC của chương trình là Anh Dũng và Quỳnh Hương
1. The Year Of Dragon (Trish Thùy Trang, Trúc Hồ) - Trish Thùy Trang
2. Hoa Soan Bên Thềm Cũ (Tuấn Khanh) - Thanh Lan
3. Sẽ Hơn Bao Giờ Hết (Trúc Hồ) - Lâm Nhật Tiến
4. Xin Thời Gian Qua Mau (Lam Phương) - Hoàng Oanh
5. Ngậm Ngùi (Phạm Duy) - Duy Quang
6. Bài không tên số 37 (Vũ Thành An) - Khánh Hà
7. Chỉ Là Giấc Mơ (Nguyễn Tâm) - Thanh Trúc
8. LK Mai Lỡ Mình Xa Nhau (Tú Nhi), Đừng Nói Xa Nhau (Châu Kỳ, Hồ Đình Phương) - Chế Linh, Thanh Tuyền
9. Tưởng niệm (Trầm Tử Thiêng) - Tuấn Ngọc
10. Gởi Anh (Anh Bằng, thơ: Thu Nguyệt) - Diệp Thanh Thanh
11. Rừng Lá Thấp (Trần Thiện Thanh) - Trường Vũ
12. Niềm Cô Đơn Cuối Cùng (Vũ Tuấn Đức, Sỹ Đan) - Vũ Tuấn Đức, Sỹ Đan
13. Bản Tình Cuối (Ngô Thụy Miên) - Lệ Thu
14. LK Huyền Thoại Người Con Gái, Một Giấc Mơ, Phiên Khúc Mùa Đông, Kho Tàng Của Chúng Ta (Nguyễn Trung Cang, Lê Hựu Hà) - Elvis Phương
15. Một Chút Quà Cho Quê Hương (Việt Dzũng) - Việt Dzũng
16. Welcome To Little Saigon (Sỹ Đan, Trúc Hồ, Lê Tâm) - Shayla
17. I'd Play A Fool (Lê Tâm) - Lê Tâm
18. LK Cho Lần Cuối, Vũng Lầy Của Chúng Ta, Khi Xa Sài Gòn (Lê Uyên Phương) - Lê Uyên
19. Xin Em Đừng Quên (Chế Phương) - Chế Phương
20. Thà Rằng Anh Nói (Trúc Sinh) - Lâm Thúy Vân
21. Tình Thôi Xót Xa (LV: Bảo Chấn) - Gia Huy
22. Năm 2000 (Y Vũ) - Bảo Tuấn
23. Hẹn Nhau Năm 2000 (Trúc Hồ, Trầm Tử Thiêng) - Hợp ca

### Asia 26
Asia 26 là chương trình ca nhạc chủ đề Mưa, được Asia thực hiện trong phim trường và phát hành vào năm 1999. Điểm độc đáo của chương trình này là có nước thật rơi xuống và nhiều ca sĩ, vũ công phải hát và nhảy trong những cơn mưa nhân tạo này. Người dẫn chương trình là Việt Dzũng, xen kẽ đôi chỗ là những đoạn Việt Dzũng phỏng vấn các ca sĩ về kỷ niệm của họ với mưa hay khi thực hiện chương trình.
1. Mưa đêm độc hành (Duy Hải) - Shayla
2. Em đến thăm anh một chiều mưa (Tô Vũ) - Vũ Khanh
3. Mưa rừng (Huỳnh Anh) - Phi Nhung
4. Rhythm of the Rain (John Gummoe & The Cascades) - Trish Thùy Trang
5. Lời dối gian chân thành (Trúc Hồ) - Lâm Nhật Tiến
6. Bài luân vũ mùa mưa ("The Last Waltz", Barry Mason và Les Reed; lời Việt: Trường Kỳ) - Elvis Phương & Thanh Lan
7. Không biết em bây giờ (Trúc Hồ & Vũ Tuấn Đức) - Gia Huy
8. Hận tình trong mưa (lời Việt: Phạm Duy) - Tú Quyên
9. Ngày mưa trong đời (Sỹ Đan) - Sỹ Đan
10. Ai đi ngoài sương gió (Nguyễn Hữu Thiết) - Diệp Thanh Thanh
11. Mưa đêm tỉnh nhỏ (Hà Phương) - Trường Vũ
12. Gió mưa và anh (Trúc Sinh & Trầm Tử Thiêng) - Lâm Thúy Vân
13. Mưa (Văn Phụng) - Duy Linh
14. Phút cuối (Lam Phương) - Chế Linh & Thanh Tuyền
15. Tình khúc chiều mưa (Nguyễn Ánh 9) - Thanh Trúc
16. Hai mùa mưa (Mạc Phong Linh, Mai Thiết Lĩnh) - Bảo Tuấn
17. Rainy Nights (Sỹ Đan & Lê Tâm) - Jacqueline Thụy Trâm
18. Mưa trên phố Huế (Minh Kỳ & Tôn Nữ Thụy Khương) - Hoàng Oanh
19. Mưa trong mắt em (Vũ Tuấn Đức) - Vũ Tuấn Đức
20. Những giọt mưa sầu (Khánh Băng) - Yến Phương
21. Giã từ đêm mưa (Văn Phụng & Văn Khôi) - Lê Tâm

### Asia 25
Asia 25 chủ đề Dạ vũ trên biển xanh, thu hình và phát hành năm 1999. Chương trình có các bài hát hòa âm theo các điệu nhảy. MC chương trình: Anh Dũng, Quỳnh Hương. Cuốn đầu tiên có sự xuất hiện của nữ ca sĩ Tú Quyên. 
1. Yêu Nhau Trên Biển (Trúc Hồ) - Cha Cha - Gia Huy
2. I Love You Baby (Trúc Sinh, Trish Thùy Trang) - Bebop Techno - Trish Thùy Trang
3. Từ Lúc Em Đi (Anh Bằng) - Rhumba - Trường Vũ
4. Môi Ô Mai (Trúc Hồ) - Cha Cha - Diệp Thanh Thanh
5. Dối Gian (LV: Trần Ngọc Sơn) - Pop Rock - Lâm Nhật Tiến
6. Bờ Cát Trắng (Vũ Tuấn Đức) - Pop Ballad - Vũ Tuấn Đức, Thanh Trúc
7. Funktify (Shayla) - Techno - Shayla
8. Biển Tình (Lam Phương) - Rhumba - Thanh Tuyền
9. Đường Tình Nhiều Lối (Vũ Tuấn Đức) - Slow - Bảo Tuấn
10. Trong Màn Đêm (Trúc Sinh) - New Wave - Lâm Thúy Vân
11. Tình Câm (Đài Phương Trang) - Soul - Duy Linh
12. Bay Đi Cánh Chim Biển (Đức Huy) - Boston - Khánh Hà
13. It's So Easy (Trúc Hồ, Lê Tâm) - Bebop - Lê Tâm
14. Tình cho không Biếu Không (LV: Phạm Duy) - Tango - Tú Quyên
15. Amor - Samba Dicso - Tuấn Ngọc
16. Những Mảnh Vỡ Tình Yêu (Sỹ Đan) - Hiphop - Sỹ Đan
17. Vạn Điều Em Muốn Nói Một Điều Anh Muốn Nghe (Lê Đức Long) - Cha Cha - Mạnh Đình, Phi Nhung
18. Anh Đi Về Nơi Đâu (Trúc Hồ, Nguyễn Tuấn) - Slow - Yến Phương
19. Tequila (LV: Anh Bằng) - Mambo - Elvis Phương

### Asia 24
Asia 24 chủ đề In Las Vegas, thu hình và phát hành năm 1999 dưới dạng VHS. MC chương trình: Đức Huy, Quỳnh Hương
1. Cho Tôi Được Một Lần (Bảo Thu) - Lê Tâm, Gia Huy, Duy Linh, Thanh Trúc, Diệp Thanh Thanh, Loan Châu
2. Vô Tình (Quốc Dũng) - Lâm Thúy Vân
3. Chán Anh Ghê (Tiến Luân) - Diệp Thanh Thanh
4. Chiếc Lá Cuối Cùng (Tuấn Khanh) - Khánh Hà
5. Thiên Thần Tội Lỗi (Sỹ Đan) - Sỹ Đan
6. Chuyện Buồn Tình Yêu (Mặc Thế Nhân) - Thái Châu
7. Sẽ Nhớ Mãi Ngày (Trúc Hồ, Sỹ Đan) - Shayla
8. Em Vẫn Mơ (Vũ Tuấn Đức) - Thanh Trúc
9. Yêu Hết Con Tim (Vũ Anh Tuấn) - Ý Lan
10. Làm Lại Từ Đầu (Trúc Hồ) - Lâm Nhật Tiến
11. Hài kịch: Chuyện Las Vegas - Nguyễn Dương, Thu Tuyết
12. LK New Wave - Shayla, Sỹ Đan, Trish Thùy Trang
13. Tình Yêu Như Mũi Tên (LV: Anh Bằng) - Tuấn Ngọc
14. Dạ Khúc Cho Tình Nhân (Lê Uyên Phương) - Lê Uyên Phương
15. Tôi Không Còn Yêu Em (Vũ Tuấn Đức) - Gia Huy
16. LK Nhạc Pháp - Thúy Anh, Khánh Hà, Anh Tú
17. Dĩ vãng Đó Vẫn Còn (Trúc Hồ) - Lê Tâm
18. Con Đường Mang Tên Em (Trúc Phương) - Chế Linh, Thanh Tuyền
19. Cỏ Xanh (Hoàng Bửu) - Loan Châu
20. Mặt Trời Đen (Nguyễn Trung Cang) - Elvis Phương
21. Secret Place (Trúc Sinh, Trish Thùy Trang) - Trish Thùy Trang

### Asia 23
Asia 23 là chương trình ca nhạc chủ đề Tình Đầu Một Thời Áo Trắng, thu hình và phát hành vào năm 1999. Người dẫn chương trình là Việt Dzũng và Quỳnh Hương. Đây là chương trình về học trò và mái trường đầu tiên và duy nhất của Asia gợi cho bao nhiêu người nhớ về thời học sinh của mình. Cuốn đầu tiên có sự xuất hiện của Phi Nhung, Tuấn Vũ, Trường Vũ.
1. Tuổi Ngọc (Phạm Duy) - Loan Châu
2. Tuổi 13 (thơ: Nguyên Sa, nhạc: Ngô Thụy Miên) - Gia Huy
3. Ngày Xưa Hoàng Thị (thơ: Phạm Thiên Thư, nhạc: Phạm Duy) - Thanh Lan
4. Trưng Vương Khung Cửa Mùa Thu (LV: Nam Lộc) - Thanh Trúc (MV)
5. Định Nghĩa Tình Yêu (Sỹ Đan) - Sỹ Đan, Lê Tâm (MV)
6. Cơn Gió Thoảng (Quốc Dũng) - Lâm Thúy Vân
7. Chỉ Là Giấc Mơ Qua (LV: Nam Lộc) - Trish Thùy Trang
8. Lời Tình Buồn (thơ: Chu Trần Nguyên Minh, nhạc: Vũ Thành An) - Khánh Hà
9. Lời Nói Yêu Đầu Tiên (Vũ Tuấn Đức) - Vũ Tuấn Đức
10. Bây Giờ Còn Nhớ Hay Không (thơ: Nhất Tuấn, nhạc: Anh Bằng) - Diệp Thanh Thanh
11. Làm Thơ Tình Em Đọc (Trúc Hồ, Trịnh Bửu Hoài) - Lâm Nhật Tiến
12. Ba Tháng Tạ Từ (Thanh Sơn) - Phi Nhung
13. Trường Cũ Tình Xưa (Duy Khánh) - Duy Linh
14. Ai Biểu Anh Làm Thinh (Trầm Tử Thiêng) - Yến Phương
15. Tâm Sự Người Lính Trẻ (Trần Thiện Thanh) - Bảo Tuấn
16. Trăng Thề (Khánh Băng) - Shayla
17. Vườn Tao Ngộ (Nhật Hà) - Tuấn Vũ, Sơn Tuyền
18. Tình Thư Của Lính (Trần Thiện Thanh) - Gia Huy, Lê Tâm, Lâm Nhật Tiến
19. Đêm Buồn Tình Lẻ (thơ: Bằng Giang, nhạc: Tú Nhi) - Trường Vũ
20. Những Con Đường Trắng (thơ: Tô Kiều Ngân, nhạc: Trầm Tử Thiêng) - Hoàng Oanh
21. Tình Đầu Một Thời Áo Trắng (Trầm Tử Thiêng) - Hợp ca

## 1998

### Asia 22
Asia 22 là chương trình ca nhạc chủ đề Dạ Vũ Quốc tế - Những Nhịp Điệu Của Thế giới, thu hình và phát hành vào năm 1998. Người dẫn chương trình là Đức Huy và Quỳnh Hương. Đây là chương trình đầu tiên về dạ vũ của Trung tâm Asia. Bản DVD sau đó được tái bản và phát hành sau đó.
1. Giấc Mộng Viễn Du (Văn Phụng) - Ý Lan
2. Em Về (Trúc Sinh, Đặng Hiền) - Lâm Thúy Vân
3. Lần Đầu Nói Dối (Vinh Sử, Giao Tiên) - Diệp Thanh Thanh
4. I Could Love Again (Vũ Tuấn Đức) - Lâm Nhật Tiến
5. Let's Party (nhạc: Sỹ Đan, lời: Shayla) - Shayla
6. Hơi Thở Tình Yêu (Trúc Hồ) - Gia Huy
7. Biết Ra Sao Ngày Sau (Que Sera, Sera (Whatever Will Be, Will Be)) (Phạm Duy, Thanh Lan, Jay Livingston, Ray Evans) - Thanh Lan
8. Vũ Nữ Thân Gầy (Anh Thy) - Khánh Ly
9. Câu Chuyện Giận Hờn (Sỹ Đan) - Sỹ Đan
10. Chuyện Yêu Đương (Quốc Dũng) - Duy Linh,Yến Phương
11. Một Đêm Vui (Vũ Tuấn Đức) - Khánh Hà
12. Giống Như Tôi (Đức Huy) - Đức Huy
13. Men Tình Nồng (Trúc Sinh, Lê Đức Long) - Thanh Trúc
14. Điều Gì Đó (Trúc Hồ) - Lê Tâm
15. LK I Will Follow Him (Franck Pourcel, Paul Mauriat, Arthur Altman, Norman Gimbel), Tainted Love (Vũ Anh Tuấn) - Thúy Anh, Khánh Hà, Anh Tú
16. Bài Không Tên Cuối Cùng (Vũ Thành An) - Vũ Khanh
17. Kẻ Phụ Tình (Trúc Sinh) - Loan Châu
18. Ghen (Trọng Khương, Nguyễn Bính) - Tuấn Ngọc
19. Xin Hãy Rời Xa (Vũ Tuấn Đức) - Vũ Tuấn Đức
20. Day Dream (Trúc Hồ, Trish Thùy Trang) - Trish Thùy Trang
21. Đêm Cô Đơn (Ngọc Trọng) - Bảo Tuấn
22. Vào Hạ (Lê Hựu Hà) - Elvis Phương

### Asia 21
Asia 21 là chương trình ca nhạc chủ đề Những tình khúc thời chinh chiến, được Asia thực hiện trong phim trường và phát hành vào năm 1998. Người dẫn chương trình là Việt Dzũng. Nhiều năm sau chương trình này, Asia làm tiếp chương trình Asia 58 - Lá thư từ chiến trường (2008), tức Những tình khúc thời chinh chiến 2.
1. Có những người anh (Võ Đức Hảo) - Loan Châu
2. Nó và tôi (nhạc Song Ngọc, lời Vọng Châu) - Bảo Tuấn
3. Người tình không chân dung (Hoàng Trọng) - Khánh Hà
4. Huyền sử một người mang tên Quốc (Phạm Duy) - Mạnh Đình
5. Người yêu lý tưởng (Y Vân) - Shayla
6. Trăng tàn trên hè phố (Phạm Thế Mỹ) - Diệp Thanh Thanh
7. Ngày trở về (Phạm Duy) - Hoàng Oanh
8. Quê nghèo (Phạm Duy) - Elvis Phương
9. Chàng là ai? (Nguyễn Hữu Thiết) - Thanh Trúc
10. Những đêm chờ sáng (Lê Minh Bằng) - Lâm Nhật Tiến
11. Người ở lại Charlie (Trần Thiện Thanh) - Duy Quang & Thanh Lan
12. Tình lính (Y Vân) - Trish Thùy Trang
13. Tuyết trắng (Trần Thiện Thanh) - Sĩ Phú
14. Hát cho một người nằm xuống (Trịnh Công Sơn) - Khánh Ly
15. Tấm thẻ bài (Huyền Anh) - Thanh Thúy
16. Thủy thủ và biển cả (Y Vũ) - Lê Tâm
17. Chuyến đi về sáng (Mạnh Phát) - Thanh Tuyền & Chế Linh
18. Còn có bao giờ em nhớ ta (Anh Bằng) - Gia Huy
19. Bức tâm thư (Phương Minh Phụng & Phương Nhật Hồ, tức nhạc Lam Phương và lời Hồ Đình Phương) - Yến Phương
20. Lối về đất mẹ (Duy Khánh) - Duy Linh
21. Những người không chết (Phạm Thế Mỹ) - Lâm Thúy Vân
22. Cám ơn anh (Trầm Tử Thiêng) - Hợp ca

### Asia 20
Asia 20 mang chủ đề Tình Ca Mùa Thu, thu hình và phát hành năm 1998, tập hợp các ca khúc viết về mùa thu. MC chương trình là Việt Dzũng
1. Mùa Thu Cho Em (Ngô Thụy Miên) - Lâm Thúy Vân
2. Thu Quyến Rũ (Đoàn Chuẩn, Từ Linh) - Tuấn Ngọc
3. Nước Mắt Mùa Thu (Phạm Duy) - Khánh Ly
4. Mùa Thu Trong Mưa (Trường Sa) - Lâm Nhật Tiến, Duy Linh, Lê Tâm, Đỗ Giang
5. Chuyện Hoa Tigon (Anh Bằng, TTKH) - Diệp Thanh Thanh
6. Giọt Mưa Thu (Đặng Thế Phong, Bùi Công Kỳ) - Khánh Hà
7. Autumn Night (Sỹ Đan, Hoài Hạnh, Shayla) - Shayla Kim
8. Tím Cả Chiều Hoang (Anh Bằng, Hữu Loan) - Bảo Tuấn
9. Thu Vàng (Cung Tiến) - Thanh Lan
10. Dấu Vết (Bảo Chấn) - Gia Huy
11. LK Mùa Thu Không Trở Lại (Phạm Trọng Cầu), Anh Đã Quên Mùa Thu (Tùng Giang, Nam Lộc) - Thúy Anh, Khánh Hà, Anh Tú
12. Lá Đổ Muôn Chiều (Đoàn Chuẩn, Từ Linh) - Vũ Khanh
13. Autumn Leaves - Trish Thùy Trang
14. Chuyện Tình Mùa Thu (Anh Bằng) - Duy Linh
15. Về Đâu Hỡi Em (Trúc Hồ) - Lâm Nhật Tiến
16. Thu Sầu (Lam Phương) - Yến Phương
17. Nếu Có Em (Sỹ Đan) - Lê Tâm
18. Những Mùa Thu Qua Trên Cuộc Tình Tôi (Trường Sa) - Loan Châu
19. Hoài Thu (Văn Trí) - Mạnh Đình
20. Xa Nhau Mùa Thu (Trúc Hồ, Thanh Trúc) - Thanh Trúc
21. Thu Hát Cho Người (Vũ Đức Sao Biển) - Việt Dzũng

### Asia 19
Asia 19 mang chủ đề Tác Giả Tác phẩm 2, thu hình và phát hành năm 1998, là chương trình thứ 2 giới thiệu các tác giả và các tác phẩm tiêu biểu. MC chương trình: Đức Huy, Quỳnh Hương. Sự xuất hiện đầu tiên của nữ ca sĩ Diệp Thanh Thanh.
1. Opening - Vũ đoàn
2. Con Thuyền Không Bến (Đặng Thế Phong) - Khánh Ly
3. Mười Thương (Phạm Đình Chương) - Vũ Khanh
4. Một Chuyến Bay Đêm (Song Ngọc, Hoài Linh) - Thanh Thúy
5. Mùa Xuân Trong Đôi Mắt Em (Đức Huy) - Loan Châu
6. Dốc Mơ (Ngô Thụy Miên) - Khánh Hà
7. Days And Nights Off Missing You (Trúc Hồ, Shayla) - Shayla
8. Còn Yêu Em Mãi (Nguyễn Trung Cang) - Lê Tâm
9. Chiều Mưa Biên Giới (Nguyễn Văn Đông) - Thanh Tuyền
10. Hãy Yêu Nhau Đi (Trúc Sinh, Lê Đức Long) - Thanh Trúc, Gia Huy
11. Loan Mắt Nhung (Huỳnh Anh) - Bảo Tuấn
12. Đỉnh Gió Hú (Trúc Hồ) - Lâm Nhật Tiến
13. Mái Tranh Mơ (Nhất Thiêng) - Duy Linh, Yến Phương
14. Nỗi Đau Ngọt Ngào (Quốc Dũng) - Lâm Thúy Vân
15. Thương Về Quê Tôi (Thông Đạt) - Mạnh Đình
16. Don't Know Why (Vũ Tuấn Đức) - Trish Thùy Trang
17. Mộng Chiều Xuân (Ngọc Bích) - Ý Lan
18. Giữ Đời Cho Nhau (Từ Công Phụng, Du Tử Lê) - Tuấn Ngọc
19. Tình Yêu Trái Đắng (Sỹ Đan) - Sỹ Đan
20. Từ Đó Em Buồn (Trần Thiện Thanh) - Diệp Thanh Thanh
21. Cát Bụi Tình Xa (Trịnh Công Sơn) - Thúy Anh, Khánh Hà, Anh Tú
22. Ending - Vũ đoàn

### Asia 18
Asia 18 chủ đề Nhớ Sài Gòn, giới thiệu những bài hát hoài niệm về Sài Gòn xưa, với cảnh trí đặc biệt trong studio. Chương trình được thu hình và phát hành năm 1998 dưới sự dẫn dắt của MC Việt Dzũng
1. Sài Gòn (Y Vân) - Loan Châu
2. Đôi Bờ (Khánh Băng) - Yến Phương
3. Đêm Khuya Trên Đường Catina (Trần Văn Trạch) - Thanh Lan
4. Tôi Trở Về Thành Phố (Y Vân) - Gia Huy, Lâm Nhật Tiến, Duy Linh, Lê Tâm
5. Phố Buồn (Phạm Duy) - Thanh Thúy
6. Xóm Đêm (Phạm Đình Chương) - Thái Châu
7. Kiếp Nghèo (Lam Phương) - Thanh Tuyền
8. Đêm Đô Thị (Y Vân) - Shayla
9. Sài Gòn Thứ Bảy (Vũ Chương) - Bảo Tuấn
10. Chuyện Một Đêm (Anh Bằng, Vũ Chương) - Hoàng Oanh
11. Áo Lụa Hà Đông (Thơ: Nguyên Sa, Nhạc: Ngô Thụy Miên) - Vũ Khanh
12. LK Beautiful Sunday (Daniel Boone, Rod McQueen), Season In The Sun (Jacques Brel, Rod McKuen) - Trish Thùy Trang
13. Sài Gòn Ơi! Vĩnh Biệt (Nam Lộc) - Khánh Hà
14. Khóc Một Dòng Sông (Đức Huy) - Ngọc Lan (MV)
15. Cõi Buồn (Anh Bằng) - Elvis Phương
16. Đêm Nhớ Về Sài Gòn (Trầm Tử Thiêng) - Khánh Ly
17. Nhớ Sài Gòn (Anh Bằng, Trúc Giang) - Lê Tâm
18. Đã Qua Thời Mong Chờ (Trúc Hồ, Trầm Tử Thiêng) - Lâm Thúy Vân
19. Duyên Tình Lý Ngựa Ô (Trương Quang Tuấn, Kim Tuấn) - Duy Linh
20. Một Thoáng Sài Gòn (Bảo Phúc, Vũ Tuấn Bảo) - Thanh Trúc
21. Tình Yêu Mắt Nai (Quốc Dũng, Đinh Trầm Ca) - Gia Huy (MV)
22. Sài Gòn Vẫn Mãi Trong Tôi (Trúc Hồ, Anh Bằng) - Lâm Nhật Tiến

## 1997

### Asia 17
Asia 17 mang chủ đề "Những tiếng hát hôm nay", phát hành năm 1997 dưới dạng VHS. MC chương trình là Việt Dzũng
1. Tình Đã Bay Xa (LV: Nhật Ngân) - Lâm Thúy Vân
2. Đừng Nhắc Đến Tình Yêu (Trúc Hồ) - Lâm Nhật Tiến
3. Hãy Yêu Như Là Yêu (LV: Khúc Lan) - Gia Huy
4. Hãy Quay Về Bên Nhau (Trúc Giang) - Như Quỳnh
5. Một Ngày Mùa Đông (Bảo Chấn) - Thanh Trúc
6. My Only Regret (Trúc Sinh, Shayla) - Shayla
7. Đường Xưa (Quốc Dũng, Nguyễn Đức Cường) - Loan Châu
8. Biển (LV: Anh Bằng) - Nini
9. Once Again (Đến bên nhau) (Trúc Sinh, Lời Anh: Trish) - Trish Thùy Trang, Lê Tâm
10. Lời Hứa Mong Manh (Sỹ Đan) - Sỹ Đan

### Asia 16
Asia 16 mang chủ đề Giã từ 1997. MC Minh Phượng, Việt Dzũng. Sự xuất hiện đầu tiên của nữ ca sĩ Trish Thùy Trang.
1. Quên Đi (Trúc Hồ) - Thanh Trúc, Loan Châu, Shayla
2. Yêu Em Âm Thầm (Trúc Hồ) - Lâm Nhật Tiến
3. Anh Là Tia Nắng Trong Em (Trúc Sinh, Lê Đức Long) - Lâm Thúy Vân
4. Lầm Lỡ (Trịnh Nam Sơn) - Khánh Hà
5. Don't Speak (Gwen Stefani, Eric Stefani) - Shayla
6. Thầm thì (Trầm Tử Thiêng, Trịnh Nguyên) - Khánh Ly, Elvis Phương
7. Hận Đồ Bàn (Xuân Tiên) - Bảo Tuấn
8. Bên Em Là Biển Rộng (Bảo Chấn) - Loan Châu
9. Con Tim Mù Lòa (Sỹ Đan) - Sỹ Đan
10. Giọt Sầu Trong Mưa (Sỹ Đan) - Thanh Trúc
11. Về Với Yêu Thương (Nguyễn Trung Cang) - Lê Tâm
12. Khi Chuyện Tình Đã Cuối (Trường Sa) - Thùy Dương
13. Mùa Đông Thương Nhớ (Hùng Linh) - Yến Phương
14. Trộm Nhìn Nhau (Trầm Tử Thiêng) - Hoàng Oanh
15. One And One - Trish Thùy Trang
16. Xé Thư Tình (Trương Hoàng Xuân) - Mạnh Đình
17. Qua Cầu Hát Lý Xa Nhau (Đài Phương Trang, Quang Tú) - Duy Linh
18. Người Về Từ Lòng Đất (Quốc Dũng) - Gia Huy
19. Macarena (Rafael Ruiz Perdigones, Antonio Romero Monge, SWK) - Lâm Nhật Tiến, Gia Huy, Lê Tâm, Duy Linh, Lâm Thúy Vân, Loan Châu, Thanh Trúc, Shayla, Trish Thùy Trang

### Asia 15
Asia 15 là chương trình ca nhạc chủ đề "Tình ca Anh Bằng", thực hiện trong phim trường và phát hành vào năm 1997. Người dẫn chương trình là nam ca nhạc sĩ kiêm MC Việt Dzũng. Đây là chương trình đầu tiên vinh danh cuộc đời và sự nghiệp của nhạc sĩ Anh Bằng. Khách mời: Nữ ca sĩ Hà Thanh, Nữ ca sĩ Lệ Thanh, Nhạc sĩ Lữ Liên, và Thi sĩ Du Tử Lê.
1. Nỗi lòng Người Đi (Anh Bằng) - Khánh Hà
2. Người Thợ Săn Và Đàn Chim Nhỏ (Anh Bằng, bút hiệu: Vương Đức Long) - Khánh Ly
3. Nửa Đêm Biên Giới (Anh Bằng) - Hoàng Oanh
4. Nếu Vắng Anh (Anh Bằng) - Thanh Lan
5. Chuyện Tình Lan Và Điệp 1 (Anh Bằng, bút hiệu: Mạc Phong Linh, Mai Thiết Lĩnh) - Yến Phương
6. Linh Hồn Tượng Đá (Lê Minh Bằng, bút hiệu: Mai Bích Dung) - Thái Châu
7. LK Anh Bằng: Lẻ Bóng (viết với Lê Dinh) / Sầu Lẻ Bóng / Nếu Hai Đứa Mình (viết với Lê Dinh) / Căn Nhà Ngoại Ô (bút hiệu: Anh Bằng, T.H.) / Hai Mùa Mưa (Lê Minh Bằng, bút hiệu: Mạc Phong Linh, Mai Thiết Lĩnh) - Thanh Thúy, Thanh Tuyền
8. Tâm Hồn Cô Đơn (Anh Bằng) - Lâm Nhật Tiến, Gia Huy, Duy Linh, Lê Tâm
9. Tango Dĩ vãng (Anh Bằng) - Ý Lan
10. Anh Biết Em Đi Chẳng Trở Về (thơ: Thái Can, nhạc: Anh Bằng) - Vũ Khanh
11. Tình Yêu Tuyệt Vời (Anh Bằng, bút hiệu: Trần An Thanh) - Shayla
12. Kỳ Diệu (thơ: Nguyên Sa, nhạc: Anh Bằng) - Gia Huy (MV)
13. Tình Là Sợi Tơ (Anh Bằng) - Loan Châu
14. Lời Tình Băng Giá (Anh Bằng) - Lâm Thúy Vân
15. Tình Đẹp Xót Xa (Anh Bằng) - Thanh Trúc
16. Cô Bé Môi Hồng (thơ: Như Mai, nhạc: Anh Bằng) - Mạnh Đình
17. Trả Em Cay Đắng Mộng Vàng (thơ: Từ Nguyên Thạch, nhạc: Anh Bằng) - Duy Linh
18. Từ Độ Ánh Trăng Tan (thơ: Đặng Hiền, nhạc: Anh Bằng) - Lâm Nhật Tiến
19. Chuyện Người Con Gái Ao Sen (Anh Bằng) - Bảo Tuấn
20. Đêm Nguyện Cầu (Lê Minh Bằng) - Elvis Phương

### Asia 14
Asia 14 mang chủ đề Yêu, phát hành năm 1997. MC chương trình là Việt Dzũng và Minh Phượng
1. Yêu (Văn Phụng) - Vũ đoàn
2. Anh Vẫn Biết (Nguyễn Trung Cang) - Gia Huy
3. Sweet Dreams (Robert Haynes, Mehmet Sönmez, Melanie Thornton) - Shayla
4. Hai Mươi Năm Tình Cũ (Trần Quảng Nam) - Ngọc Lan
5. LK 24 Giờ Phép (Trúc Phương), Một Người Đi (Mai Châu), Sao Không Thấy Anh Về (Duy Khánh) - Duy Khánh, Hoàng Oanh
6. Tình (Văn Phụng) - Thanh Trúc
7. Em Ơi Hà Nội phố (Phú Quang, Phan Vũ) - Khánh Ly
8. Tiểu Cô Nương (Lê Đức Long) - Mạnh Đình
9. Ngày Ấy Khi Còn Anh (Trúc Sinh, Trần Ngọc Sơn) - Lâm Thúy Vân
10. Yêu Nhau Đi (LV: Trường Kỳ) - Nini
11. Đêm Cuối Cùng (Phạm Đình Chương) - Thùy Dương
12. Tango Tình (Anh Bằng) - Loan Châu
13. Trở Về Bến Mơ (Ngọc Bích) - Julie
14. Đời Đá Vàng (Vũ Thành An) - Khánh Hà
15. Cầu Tre Quê Hương (Đào Duy Anh) - Duy Linh
16. Nơi Ấy Bình Yên (Bảo Chấn) - Lâm Nhật Tiến
17. Con Đường Tình Ta Đi (Phạm Duy) - Ý Lan
18. LK Yêu - Lê Tâm, Shayla, Thanh Trúc, Loan Châu
19. Chuyện Tình Trương Chi Mỵ Nương (Anh Bằng) - Yến Phương
20. Chiều Winnipeg (Trần Chí Phúc) - Thanh Lan
21. Tình Ca (Phạm Duy) - Mạnh Đình, Lâm Thúy Vân, Yến Phương, Lê Tâm, Loan Châu, Gia Huy, Nini, Lâm Nhật Tiến, Duy Linh, Thanh Trúc, Shayla

## 1996

### Asia 13
Asia 13 chủ đề Hoa và Nhạc, thu hình và phát hành năm 1996. MC Nam Lộc và Lê Tín Hương. Sự xuất hiện đầu tiên của nam ca sĩ Lê Tâm và nữ ca sĩ Loan Châu. 
1. Mối Tình Thơ (thơ: Đặng Hiền, nhạc: Trúc Hồ) - Thanh Trúc
2. Phượng Hồng (thơ: Đỗ Trung Quân, nhạc: Vũ Hoàng) - Gia Huy
3. Trăng Sao (Lê Đức Long) - Mạnh Đình
4. Một Mình (Lam Phương) - Khánh Hà
5. Ai Lên Xứ Hoa Đào (Hoàng Nguyên) - Thanh Mai
6. LK Falling Into You, Where Do You Go - Shayla, Lê Tâm
7. Những Đồi Hoa Sim (Dzũng Chinh) - Phương Dung
8. Em Đã Quên Một Dòng Sông (Trúc Hồ) - Lâm Nhật Tiến
9. LK Điệp Khúc Mùa Xuân (Quốc Dũng), Xuân Yêu Thương (Lê Đức Cường, Laroche Valmont) - Nini, Johnny Dũng, Nhật Quân
10. Có Tin Vui Giữa Giờ Tuyệt Vọng (Trầm Tử Thiêng) - Khánh Ly
11. Vì Yêu Đó Anh (Trúc Sinh, Lê Đức Long) - Lâm Thúy Vân
12. Dĩ Vãng Một Loài Hoa (Anh Bằng, TTKH) - Yến Phương
13. Hoài Cảm (Cung Tiến) - Lệ Thu
14. Beautiful Life - Lâm Thúy Vân, Nini, Thanh Trúc, Shayla, Gia Huy, Lâm Nhật Tiến, Johnny Dũng, Nhật Quân
15. Đưa Em Tìm Động Hoa Vàng (Phạm Duy) - Duy Quang
16. Tình Cuồng Điên (Ngọc Trọng) - Loan Châu
17. Hoa Sứ Nhà Nàng (Hoàng Phương) - Duy Linh
18. Thuyền Hoa (Phạm Thế Mỹ) - Công Thành, Lynn
19. Hoa Xuân (Phạm Duy) - Hoàng Oanh
20. La La Song - Vũ đoàn

### Asia 12
Asia 12 là chương trình ca nhạc chủ đề Việt Nam niềm nhớ, được tổ chức trực tiếp tại một sân vận động ở Canada. Hai người dẫn chương trình là Jo Marcel và nữ nhạc sĩ Lê Tín Hương. 
1. Vũ Điệu Đèn Chầu - Vũ đoàn ITAC
2. Cô Láng Giềng (Hoàng Quý) - Vũ Khanh
3. Nỗi Buồn Gác Trọ (nhạc: Hoài Linh, lời: Mạnh Phát) - Phương Dung
4. Trăng Sơn Cước (Văn Phụng & Văn Khôi) - Nini, Vina Uyển Mi
5. Mẹ Tôi (Nhị Hà) - Như Quỳnh
6. Đời Còn Cô Đơn (Đài Phương Trang) - Duy Linh
7. Đừng Nhìn Đời Xa Vời (nhạc Trúc Sinh, lời Lê Đức Long) - Lâm Thúy Vân & Lâm Nhật Tiến
8. Đêm Tàn Bến Ngự (Dương Thiệu Tước) - Thanh Thúy
9. Uống Nước Bên Bờ Suối (Lê Uyên Phương) - Lê Uyên Phương
10. Người Ở Lại Buồn (nhạc: Anh Bằng, thơ: Ngô Xuân Hậu) - Mạnh Đình
11. Cô Thắm Về Làng (Giao Tiên) - Công Thành & Lynn
12. Con Đường Tôi Về (Lê Tín Hương) - Ngọc Lan
13. Nỗi Nhớ Dịu Êm (Bảo Chấn) - Gia Huy, Nhật Quân & Johnny Dũng
14. Chuyến Đò Vĩ Tuyến (Lam Phương) - Hoàng Oanh
15. Be My Lover - Shayla
16. Chờ Mong Anh (Trúc Hồ) - Thanh Trúc
17. Nỗi Buồn Hoa Phượng (Thanh Sơn) - Thanh Tuyền
18. Trống Cơm (Dân ca Bắc Bộ) - Như Quỳnh, Thanh Trúc, Shayla & vũ đoàn ITAC
19. Xin Anh Giữ Trọn Tình Quê (Duy Khánh) - Duy Khánh
20. Liên Khúc nhạc Pháp - Thanh Lan, Julie & Jo Marcel
21. Việt Nam Về Trong Nỗi Nhớ (nhạc: Trúc Hồ, lời: Trầm Tử Thiêng) - Hợp ca

### Asia 11
Chủ đề Thơ và Nhạc. MC Nam Lộc, Lê Tín Hương 
1. Phần Mở Đầu: Ngâm Thơ - Hoàng Oanh
2. Những Bước Chân Âm Thầm (thơ: Kim Tuấn, nhạc: Y Vân) - Nini, Vina Uyển Mi
3. Chiều Tím (thơ: Đinh Hùng, nhạc: Đan Thọ) - Ý Lan
4. Tiếng Sáo Thiên Thai (thơ: Thế Lữ, nhạc: Phạm Duy) - Thanh Trúc
5. Người Đi Qua Đời Tôi (Phạm Đình Chương, thơ: Trần Dạ Từ) - Julie
6. LK Anh Cứ Hẹn (thơ: Hồ Dzếnh, nhạc: Anh Bằng), Đến Bên Nhau (Trúc Sinh, Lê Đức Long) - Như Quỳnh, Gia Huy
7. Cuối Cùng Cho Một Tình Yêu (thơ: Trịnh Cung, nhạc: Trịnh Công Sơn) - Khánh Ly
8. LK Tàu Đêm Năm Cũ, Kẻ Ở Miền Xa, Mưa Nửa Đêm, Ai Cho Tôi Tình Yêu (Trúc Phương) - Phương Hồng Quế, Duy Khánh, Thanh Thúy
9. Câu Kinh Tình Yêu (Sỹ Đan) - Sỹ Đan
10. Mắt Lệ Cho Người (Từ Công Phụng) - Ngọc Lan
11. Đánh Cờ (thơ: Hồ Xuân Hương, nhạc: Anh Bằng) - AVT
12. Tiếng Mưa Rơi (Khánh Băng) - Như Quỳnh, Mạnh Đình, Gia Huy, Lâm Nhật Tiến, Lâm Thúy Vân, Johnny Dũng, Nhật Quân, Nini, Vina Uyển Mi, Shayla
13. Tình khúc Buồn (thơ: Phạm Duy Quang, nhạc: Ngô Thụy Miên) - Vũ Khanh
14. Hàn Mặc Tử (Trần Thiện Thanh) - Thanh Tuyền
15. Một Lần Nữa Thôi (Trúc Hồ) - Lâm Nhật Tiến (MV)
16. Chuyện Một Chiếc Cầu Đã Gãy (Trầm Tử Thiêng, Tô Kiều Ngân) - Hoàng Oanh
17. Thương Nhau Ngày Mưa (Nguyễn Trung Cang) - Don Hồ, Lâm Thúy Vân
18. Chuyện Giàn Thiên Lý 2 (thơ: Yên Thao, nhạc: Anh Bằng) - Mạnh Đình
19. Total Elipse Of The Heart (Jim Steinman) - Shayla
20. Có Những Niềm Riêng (Lê Tín Hương) - Thanh Lan
21. Và Em Hãy Nói Yêu Anh (Việt Dzũng) - Việt Dzũng, Thúy Vi (MV)
22. Một Ngày Việt Nam (Trúc Hồ, Trầm Tử Thiêng) - Hợp ca

## 1995

### Asia 10
Chủ đề: Gửi Người Một Niềm Vui. MC: Hoàng Trọng Thụy, Quỳnh Hương
1. Đón Xuân (Phạm Đình Chương) - Như Quỳnh
2. Nửa Đêm Ngoài Phố (Trúc Phương) - Thanh Thúy
3. Qua Ngõ Nhà Em (Anh Bằng) - Mạnh Đình
4. Biển Nhớ (Trịnh Công Sơn) - Khánh Ly
5. Quên Cả Lối Về (Trúc Giang) - Lâm Nhật Tiến
6. Nha Trang Ngày Về (Phạm Duy) - Ý Lan
7. Về Dưới Mái Nhà (Xuân Tiên, Y Vân) - Thanh Tuyền
8. Đêm Thương Nhớ (Mai Nguyễn) - Gia Huy (MV)
9. Hãy Ngồi Xuống Đây (Lê Uyên Phương) - Lê Uyên Phương
10. Xuân Này Con Không Về (Trịnh Lâm Ngân) - Duy Khánh
11. So Sad (LV: Nini) - Nini
12. Chuyện Tình Hoa Trắng (Anh Bằng, Kiên Giang) - Như Quỳnh
13. Quên Câu Giã Từ (Hoàng Trọng Thụy) - Hoàng Trọng Thụy, Quỳnh Hương
14. Chúc Xuân (Lữ Liên) - Lữ Liên, Trường Duy, Hoàng Long
15. Tiễn Đưa (Lê Đức Long) - Vũ Khanh
16. Huế Xưa (Anh Bằng) - Thanh Lan
17. Mơ Ước Người Yêu Bên Tôi (LV: Phạm Duy) - Vina Uyển Mi
18. Không Có Anh Trong Đời (LV: Thu Hồ) - Lâm Thúy Vân
19. Mưa Hồng (Trịnh Công Sơn) - Công Thành, Lynn
20. Như Vạt Nắng (Trúc Hồ) - Gia Huy, Như Quỳnh
21. Niệm Khúc Cuối (Ngô Thụy Miên) - Sĩ Phú
22. Mừng Xuân (LV: Khúc Lan, Trúc Hồ) - Nhật Quân, Johnny Dũng, Lâm Nhật Tiến, Gia Huy

### Asia 9
Chủ đề: Tình Ca 75 - 95. MC: Công Thành & Singers
01. Bài 20 (thơ: Đặng Hiền, nhạc: Trúc Sinh) - Nhật Quân, Johnny Dũng, Lâm Nhật Tiến, Gia Huy
02. Sài Gòn Niễm Nhớ Không Tên (Nguyễn Đình Toàn) - Khánh Ly
03. Rừng Lá Thay Chưa (Huỳnh Anh, Hoàng Ngọc Ẩn) - Như Quỳnh
04. Liên khúc New Wave: What Is Love (Dee Dee Halligan, Junior Torello) - Touch My Heart (Cindy Hire, Gerd Rochel, Mauro Martina) - You're My Heart, You're My Soul - You Can Win If You Want (Dieter Bohlen) - Words (F. R. David) - Let's All Chant (Michael Zager, Alvin Fields) - Vina Uyển Mi
05. Lại Gần Hôn Em (LV: Phạm Duy) - Ngọc Lan
06. Kiếp Đam Mê (Duy Quang) - Duy Quang
07. Tình Xuân (Lê Đức Long) - Mạnh Đình
08. Hạnh Phúc Lang Thang (Trần Ngọc Sơn) - Ý Lan
09. Lời Gọi Chân Mây (Lê Uyên Phương) - Lê Uyên Phương
10. LK Mười Năm Yêu Em (Trầm Tử Thiêng), Mười Năm Tình Cũ (Trần Quảng Nam) - Elvis Phương
11. LK Búp Bê: Búp Bê Không Tình Yêu (LV: Vũ Xuân Hùng), Búp Bê Bằng Sứ, Búp Bê Trên Bàn Bureau (LV: Phạm Duy) - Nini, Vina Uyển Mi, Lâm Thúy Vân, Thúy Vi, Như Quỳnh
12. Ngày Đó (Jo Marcel) - Việt Dzũng
13. Tình Đầu Vẫn Khó Phai (Trúc Hồ) - Lâm Thúy Vân
14. Người Tình Đẹp Xinh Xinh (Tùng Giang) - Gia Huy
15. Mùa Thu Lá Bay (LV: Nam Lộc) - Kim Anh
16. Dĩ vãng (Trịnh Nam Sơn) - Trịnh Nam Sơn
17. Người Yêu Cô Đơn (Đài Phương Trang) - Sơn Tuyền
18. Đường Xa Ướt Mưa (Đức Huy) - Công Thành, Lynn
19. Ngàn Năm Vẫn Đợi (LV: Khúc Lan, Julie) - Nini
20. Tháng Sáu Trời Mưa (Hoàng Thanh Tâm, Nguyên Sa) - Julie
21. Người Cha Yêu Dấu (Trung Hành, Paul Anka) - Trung Hành
22. Khúc Thụy Du (Anh Bằng Du Tử Lê) - Thùy Dương
23. Bước Chân Việt Nam (Trầm Tử Thiêng, Trúc Hồ) - Hợp ca

### Asia 8
Chủ đề: Đêm Nhạc Hội. MC: Công Thành, Thùy Vân
1. Under The Boardwalk (Khúc Lan, Kenny Young, Arthur Resnick) - Gia Huy, Lâm Nhật Tiến, Johnny Dũng, Nhật Quân
2. Tình Lầm Lỡ (LV: Anh Bằng) - Ngọc Lan
3. Làm Quen (Quốc Dũng, Lâm Hoài Thanh) - Hùng Cường, Mai Lệ Huyền
4. Trúc Đào (Anh Bằng, Nguyễn Tất Nhiên) - Mạnh Đình
5. Mộng Du (Phạm Duy) - Như Quỳnh
6. LK Nhìn Những Mùa Thu Đi, Nắng thủy tinh (Trịnh Công Sơn) - Khánh Ly, Lệ Thu
7. Voulez-Vous (Benny Andersson, Björn Ulvaeus) - Vina Uyển Mi
8. Chiều Hôm Nay (Đức Huy) - Lâm Thúy Vân
9. LK Vũng Lầy Của Chúng Ta, Tình khúc Cho Em (Lê Uyên Phương) - Lê Uyên Phương
10. Xa Anh Kỷ Niệm (LV: Anh Tài) - Nini
11. Hài kịch - Văn Chung, Bảo Liêm, Mai Lệ Huyền
12. Nhịp Điệu Của Tình Yêu (Trúc Hồ) - Gia Huy
13. Ra Giêng Anh Cưới Em (Lư Nhất Vũ, Thiên Kiều) - Mạnh Đình, Như Quỳnh
14. Mandolay (Trung Hành, Mark Avsec) - Trung Hành
15. Mưa Lệ (Lam Phương) - Kim Anh
16. Khi Đã Yêu Em (Khánh Băng) - Công Thành, Lynn
17. Nó (Anh Bằng) - Chế Linh
18. Cô Bé Hờn Dỗi (Nguyễn Ngọc Thiện) - Thúy Vi
19. Khi Mùa Xuân Trở Lại (Khúc Lan, Salvatore Adamo) - Lâm Nhật Tiến
20. Mưa Qua Phố Vắng (Hà Phương) - Chung Tử Lưu, Thanh Huyền
21. Tình Em Trao Anh (Duy Quang, K.Haloneh) - Nini, Vina Uyển Mi, Thùy Vân

### Asia 7
Chủ đề: Đêm Sài Gòn 6 - Tác giả & Tác phẩm. MC: Công Thành, Nguyễn Cao Kỳ Duyên
01. Giọt Mưa Thu (Đặng Thế Phong, Bùi Công Kỳ) - Nini, Vina, Hạ Vy
02. Nửa Hồn Thương Đau (Phạm Đình Chương, Thanh Tâm Tuyền) - Julie
03. Muộn Màng (Sỹ Đan) - Trizzie Phương Trinh
04. Cỏ Úa (Lam Phương) - Kenny Thái, Lâm Thúy Vân
05. Bây Giờ Tháng Mấy (Từ Công Phụng) - Tuấn Ngọc
06. Tình Thắm Duyên Quê (Trúc Phương) - Mạnh Đình, Sơn Tuyền
07. LK Mẹ - Ngọc Lan
08. Cho Lần Cuối (Lê Uyên Phương) - Lê Uyên Phương
09. Người Tình Trăm Năm (Đức Huy) - Lâm Nhật Tiến, Lâm Bảo Tường
10. Chuyện Hoa Sim (Anh Bằng, Hữu Loan) - Như Quỳnh
11. Gặp Nhau Làm Ngơ (Trần Thiện Thanh) - Công Thành, Lynn
12. Đoản Khúc Cuối Cho Em (Hoàng Trọng Thụy) - Thùy Dương
13. LK Mưa - Như Quỳnh, Mạnh Đình, Lâm Thúy Vân
14. Mắt Biếc (Ngô Thụy Miên) - Sĩ Phú
15. LK Nhạc Trẻ: Mưa Trên Biển Vắng - Tình Ca Hồng - Đừng Phá Vỡ Ân Tình  - Trung Hành, Thanh Lan, Quỳnh Hương
16. Chỉ Chừng Đó Thôi (Phạm Duy) - Duy Quang
17. Nắng Thu (LV: Phạm Duy) - Lâm Thúy Vân (MV)
18. Bài Không Tên Số 2 (Vũ Thành An) - Nini, Vina, Hạ Vy
19. Bên Em Đang Có Ta (Trúc Hồ, Trầm Tử Thiêng) - Hợp ca

## 1994

### Asia 6
Chủ đề: Đêm Sài Gòn 5 - Giáng Sinh Đặc Biệt. MC: Công Thành, Nguyễn Cao Kỳ Duyên. Lần đầu tiên có sự góp mặt của Như Quỳnh. Video đã được tái bản DVD .
1. LK Giáng Sinh: Giáng Sinh Vào Đời (It's Christmas) (Dieter Bohlen, LV: không rõ) - Đi Tìm Chúa Tôi (Mary's Boy Child) (Jester Hairston, Đức Dũng) - Tiếng Chuông Đêm Giáng Sinh (Jingle Bells) (James Lord Pierpont, LV: không rõ) - Nini, Vina Uyển Mi, Hạ Vy, Kenny Thái, Lâm Nhật Tiến, ca đoàn thiếu nhi
2. Cho Kỷ Niệm Mùa Đông (Anh Bằng) - Mạnh Đình
3. Người Tình Mùa Đông (Anh Bằng, Miyuki Nakajima) - Như Quỳnh
4. Giáng Sinh Xưa (Last Christmas) (Khúc Lan, George Michael) - Kenny Thái
5. LK Con Quỳ Lạy Chúa (Phạm Duy), Lời Người Ngoại Đạo (Lê Dinh) - Tuấn Ngọc, Thùy Dương
6. Ngày Mưa Tuyết (Ngọc Lan, Vincent-Marie Bouvot, Georges Lunghini) - Nini, Vina Uyển Mi, Hạ Vy
7. Một Ngày Vui Mùa Đông (Lê Uyên Phương) - Thanh Lan
8. Tiếng Mưa Buồn (LV: Duy Hạnh) - Ngọc Lan
9. LK Mùa Đông Của Anh (Trần Thiện Thanh), Trên Đỉnh Mùa Đông (Trần Thiện Thanh), Đêm Đông (Nguyễn Văn Thương), Tình Chết Theo Mùa Đông (Lam Phương) - Duy Quang, Tuấn Ngọc, Trung Hành
10. LK Ánh Sao Đêm (Greensleeves) (Dân Ca Anh, LV: không rõ) - Mừng Chúa Giáng Sinh (We Wish You A Christmas) (Dân Ca Anh, LV: không rõ) - Frosty The Snowman (Walter Rollins, Steve Nelson, LV: không rõ)  - Nini, Vina, Hạ Vy, Quỳnh Hương
11. Bóng Nhỏ Giáo Đường (Phượng Linh) - Sơn Tuyền
12. Mùa Đông Sắp Đến (Đức Huy) - Lâm Thúy Vân
13. Feliz Navidad (LV: không rõ, José Feliciano) - Công Thành, Lynn
14. Bài Thánh Ca Buồn (Nguyễn Vũ) - Julie
15. Thương Nhau Mùa Hè, Khóc Nhau Mùa Đông (Jack Loyd , Fred Wise , Ben Weisman, Tuấn Dũng) - Trizzie Phương Trinh, Lâm Nhật Tiến
16. Hai Mùa Noel (Nguyễn Vũ) - Mạnh Đình, Như Quỳnh
17. Trái Tim Mùa Đông (Trúc Hồ) - Don Hồ (MV)
18. Blue Christmas (Billy Hayes, Jay W. Johnson) - Elvis John
19. LK Đêm Thánh Vô Cùng (Silent Night) (Hùng Lân, Franz Xaver Gruber, Joseph Mohr), Gloria In Excelsis Deo (Thánh ca) - Hợp ca

### Asia 5
Chủ đề: Đêm Sài Gòn 4 - In Motreal. MC: Công Thành, Quỳnh Hương, Trường Kỳ
1. Trả Lại Em Yêu (Phạm Duy) - Nini, Hạ Vy, Vina Uyển Mi, Quỳnh Hương
2. Oh! Mon Amour - Lynda Trang Đài
3. Hai Đứa Còn Cô Đơn (Anh Bằng) - Mạnh Đình
4. Ngãu Hứng Lý Qua Cầu (Trần Tiến) - Sơn Tuyền
5. Mất Nhau Mùa Đông (Anh Bằng) - Ý Lan
6. Kỷ Niệm Trong Tôi (Lê Đức Cường) - Don Hồ
7. Dream (LV: Trường Kỳ) - Trizzie Phương Trinh
8. Hướng về Hà Nội (Hoàng Dương) - Lệ Thu
9. Tấu hài - Vân Sơn, Bảo Liêm
10. Summer Rain (Trúc Hồ, Trung Hành) - Trung Hành
11. Một Ngày Không Có Anh (Y Vân) - Lâm Thúy Vân
12. Tình Sao Còn Xa (LV: Khúc Lan) - Lâm Nhật Tiến, Lâm Bảo Tường
13. Kiếp Cầm Ca (Vũ Chương, Minh Kỳ) - Sơn Tuyền, Mạnh Đình
14. Hoa Cài Mái Tóc (Thông Đạt) - Công Thành
15. Mưa Tình Cuối Đông (Trúc Hồ) - Thuỳ Dương
16. Xót Xa (Lam Phương) - Quốc Hùng
17. LK Without You (Pete Ham, Tom Evans) - Chiều một mình qua phố (Trịnh Công Sơn) - Nini, Hạ Vy, Vina Uyển Mi

### Asia 4
Chủ đề: Đêm Sài Gòn 3 - Hoa hậu Áo dài Long Beach Kỳ 17. MC: Công Thành, Ý Lan
1.  LK Ba Miền: Khúc Hát Ân Tình (Xuân Tiên), Ngựa Ô, Lý Ngựa Ô (dân ca) - Ý Lan, 24 Thí Sinh
2.  Bài không tên số 7 (Vũ Thành An) - Lệ Thu
3.  I Wanna Dance Cha Cha (LV: Kỳ Phát) - Nini, Hạ Vy, Vina Uyển Mi
4.  Tình Nhân Có Đôi Chúng Ta (LV: Vũ Xuân Hùng) - Nini, Hạ Vy, Vina Uyển Mi
5.  24 Thí Sinh Trình Diễn Đồng Phục
6.  Lời Kinh Đêm (LV: Sỹ Đan) - Trizzie Phương Trinh
7.  Dù Nắng Có Mong Manh (Anh Bằng) - Thái Châu
8.  Biết Đến Thủa Nào (Tùng Giang) - Công Thành, 24 Thí Sinh
9.  Buồn (Y Vân) - Mạnh Đình
10. Nếu Một Ngày (Khánh Băng) - Lâm Thúy Vân
11. Áo dài Quê Hương (Anh Bằng) - Duy Quang, 10 Thí Sinh Bán Kết
12. Hài kịch - Vân Sơn, Bảo Liêm
13. Tình Vỗ Cánh Bay (Anh Sơn) - Sơn Tuyền
14. Xa Người (LV: Khúc Lan) - Nini, Hạ Vy, Vina Uyển Mi
15. Sa Mạc Tình Yêu (LV: Khúc Lan) - Quỳnh Hương
16. LK Đồng Xanh - Duy Quang, Billy Shane, Trung Hành
17. Tình Trong Phút Giây (Ngọc Trọng) - Thanh Lan
18. Em Đẹp Nhất Đêm Nay (LV: Phạm Duy) - Ý Lan
19. Công Bố Hoa hậu Áo dài Lần 17

## 1993

### Asia 3
Chủ đề: Đêm Sài Gòn 2. MC: Công Thành, Nguyễn Cao Kỳ Duyên
01. Hạ trắng (Trịnh Công Sơn) - Khánh Ly
02. Mùa Thu Trong Mưa (Trường Sa) - Nini, Vina, Hạ Vy
03. It's You (Trúc Hồ) - Nini, Vina, Hạ Vy
04. Chuyện Hẹn hò (Trần Thiện Thanh) - Nhật Trường
05. Khi Có Chàng - Lâm Thúy Vân
06. Đêm Las Vegas (Song Ngọc) - Phương Hồng Quế
07. Vết Thù Trên Lưng Ngựa Hoang (Phạm Duy, Ngọc Chánh) - Kenny Thái
08. Bao Giờ Biết Tương Tư (Phạm Duy) - Thùy Dương
09. Hài kịch - Vân Sơn, Bảo Liêm
10. Sầu Đông (Khánh Băng) - Công Thành, Lynn
11. Rồi Mai Tôi Đưa Em (Trường Sa) - Vũ Khanh
12. Không 2 (Nguyễn Ánh 9)  - Trizzie Phương Trinh
13. Chuyện Tình Không Suy Tư (Tâm Anh) - Băng Châu
14. Duyên quê (Hoàng Thi Thơ) - Sơn Tuyền
15. Con Tim Đa Tình (LV: Phạm Duy) - Quỳnh Hương
16. Chuyện Giàn Thiên Lý (Anh Bằng, Yên Thao) - Mạnh Đình
17. Một Nửa Đời Em (Trúc Hồ) - Ý Lan
18. Mộng Dưới Hoa (Phạm Đình Chương) - Anh Quý

### Asia 2
Chủ đề: 10th Anniversary. MC: Công Thành, Kỳ Duyên. Chương trình được thu hình tại Cerritos Center for the Performing Arts, California, Hoa Kỳ.
1. LK Chuyện Tình Yêu (LV: Phạm Duy), Je Ne T'aime Plus, You're My Love You're My Life, Nếu Một Ngày (Khánh Băng), Thôi (Y Vân), Brother Louie - Công Thành, Kỳ Duyên
2. Giòng Sông Kỷ Niệm (Trúc Hồ) - Lâm Thúy Vân
3. Biển Mặn (Trần Thiện Thanh) - Nhật Trường
4. Điệp Khúc Buồn (Trúc Hồ) - Ý Lan
5. Lời Buồn Thánh (Trịnh Công Sơn) - Nini, Hạ Vy, Vina Uyển Mi, Quỳnh Hương
6. Nỗi lòng Người Đi (Anh Bằng) - Tuấn Ngọc
7. Một Mai Em Đi (Trường Sa) - Thùy Dương
8. Tuyết Rơi (LV: Phạm Duy) - Duy Quang, Billy Shane
9. Tấu Hài - Vân Sơn, Bảo Liêm
10. The Model (Karl Bartos, Ralf Hütter, Emil Schult) - Nini, Hạ Vy, Vina Uyển Mi, Quỳnh Hương
11. Cuộc Tình Lầm Lỡ (Ngọc Trọng) - Nini, Hạ Vy, Vina Uyển Mi, Quỳnh Hương
12. Thôi (Đỗ Phủ (lời Anh) & Y Vân) - Don Hồ (MV)
13. Hãy Đến Bên Chàng (Ngọc Trọng) - Trizzie Phương Trinh
14. Ngày Sau Sẽ Ra Sao - Thiên Trang
15. Yêu Em (Lê Hựu Hà) - Trung Hành
16. Mùa Thu Chết (Phạm Duy) - Julie
17. Diana - Song Ca Bình Minh
18. Hồi Chuông Xóm Đạo (Anh Bằng, Kiên Giang) - Mạnh Đình
19. Bên Nhau Ngày Vui (Quốc Dũng) - Thúy Vi

## 1992

### Asia 1
Chủ đề: Đêm Sài Gòn. MC: Công Thành, Kỳ Duyên.
Đây là cuốn đầu tiên trong loạt Asia Video series. Chương trình được thu hình tại Caesars Palace, Las Vegas, Hoa Kỳ vào ngày 29 tháng 8 năm 1992.
1. Phần mở đầu
2. Hãy Yêu Như Chưa Yêu Lần Nào (Lệ Hựu Hà) - Ý Lan
3. Hãy Sống Cho Tuổi Trẻ (LV: Anh Bằng) - Don Hồ
4. Cơn Mưa Hạ (Trúc Hồ, Trầm Tử Thiêng) - Lâm Thúy Vân
5. LK Yêu Người Yêu Đời, Tôi Muốn (Lê Hựu Hà) - Elvis Phương
6. Phố Đêm (Tâm Anh) - Phương Hồng Quế
7. Con Đường Màu Xanh (Trịnh Nam Sơn) - Trịnh Nam Sơn
8. Áo Lụa Hà Đông (Ngô Thụy Miên, Nguyên Sa) - Anh Quý
9. Hoang Vắng (Quốc Dũng) - Trizzie Phương Trinh
10. Say You'll Be Mine (Trúc Hồ, Trung Hành) - Trung Hành
11. Chuyện Ba Người (Quốc Dũng) - Thanh Tuyền
12. Kim (Y Vân) - Công Thành, Lynn
13. Xin Còn Gọi Tên Nhau (Trường Sa) - Lệ Thu
14. Hài kịch: Duyên Kỳ Ngộ - Xuân Phát, Mai Lệ Huyền, Văn Chung
15. Trái Tim Ngục Tù (Đức Huy) - Tuấn Anh
16. Trưng Vương Khung Cửa Mùa Thu (LV: Nam Lộc) - Thúy Vi
17. LK Mưa: Mưa Sài Gòn, Mưa Hà Nội (Phạm Đình Chương) - Lại Một Mùa Mưa (Lê Dinh, Tây Phố) - Mưa - Giã Từ Đêm Mưa (Văn Phụng) - Mưa Đêm Độc Hành (Duy Hải) - Ban nhạc Chí Tài's Brothers